# Вилларжан
Вилларжа́н (фр. Villargent) — коммуна во Франции, находится в регионе Франш-Конте. Департамент — Верхняя Сона. Входит в состав кантона Виллерсексель. Округ коммуны — Люр.
Код INSEE коммуны — 70553.

## География
Коммуна расположена приблизительно в 340 км к юго-востоку от Парижа, в 50 км северо-восточнее Безансона, в 27 км к востоку от Везуля.

## Население
Население коммуны на 2010 год составляло 113 человек.
| 1962 | 1968 | 1975 | 1982 | 1990 | 1999 | 2010 |
| ---- | ---- | ---- | ---- | ---- | ---- | ---- |
| 95   | 94   | 103  | 96   | 96   | 104  | 113  |

## Экономика

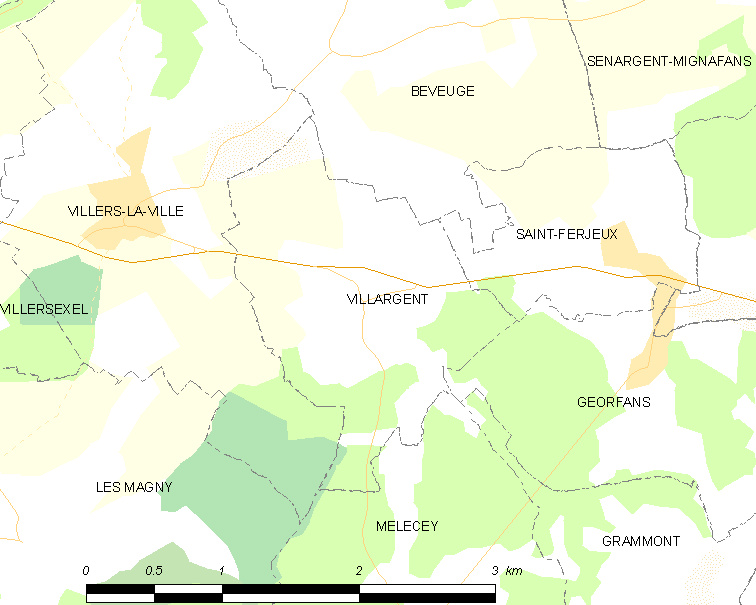
Карта коммуны

В 2010 году среди 74 человек трудоспособного возраста (15—64 лет) 48 были экономически активными, 26 — неактивными (показатель активности — 64,9 %, в 1999 году было 64,9 %). Из 48 активных жителей работали 46 человек (26 мужчин и 20 женщин), безработных было 2 (0 мужчин и 2 женщины). Среди 26 неактивных 6 человек были учениками или студентами, 11 — пенсионерами, 9 были неактивными по другим причинам.